# Isolate and Medicate
Isolate and medicate es el sexto álbum de estudio de la banda sudafricana de Metal alternativo Seether, fue lanzado el 1 de julio de 2014 por la compañía discográfica Concord Bicycle Music. Además es el primer disco lanzado por esta banda el cual se puede encontrar en vinilo

## Sencillos
El primero de mayo de 2014, la banda lanzó el primer sencillo del álbum, "Words as Weapons".
"Same Damn Life" fue lanzada el 16 de septiembre de 2014 como el segundo sencillo del álbum.
"Nobody Praying for Me", finalmente, fue enviada a las estaciones de rock estadounidenses el 28 de abril de 2015, como el tercer sencillo del álbum.
"Save Today" fue enviado a las estaciones de rock activo de los Estados Unidos el 22 de septiembre de 2015 como el cuarto y ultimó sencillo del álbum.

## Lista de canciones
| Edición estándar |                         |          |  |
| N.º              | Título                  | Duración |  |
| 1.               | «See You at the Bottom» | 3:38     |  |
| 2.               | «Same Damn Life»        | 3:20     |  |
| 3.               | «Words as Weapons»      | 4:01     |  |
| 4.               | «My Disaster»           | 4:34     |  |
| 5.               | «Crash»                 | 3:41     |  |
| 6.               | «Suffer it All»         | 3:55     |  |
| 7.               | «Watch Me Drown»        | 3:09     |  |
| 8.               | «Nobody Praying for Me» | 3:18     |  |
| 9.               | «Keep the Dogs at Bay»  | 4:25     |  |
| 10.              | «Save Today»            | 4:47     |  |
| 38:48            |                         |          |  |

| Canciones extras de la Edición Deluxe |                                         |          |  |
| N.º                                   | Título                                  | Duración |  |
| 11.                                   | «Turn Around»                           | 4:14     |  |
| 12.                                   | «Burn the World»                        | 3:38     |  |
| 13.                                   | «Goodbye Tonight» (Con Van Coke Kartel) | 3:22     |  |
| 14.                                   | «Weak» (Sacada de Seether: 2002-2013)   | 3:48     |  |
| 55:02                                 |                                         |          |  |

- Masterizado por Ted Jensen en Sterling Sound, Nueva York.

## Posiciones en listas
| Lista (2014)                            | Posición |
| --------------------------------------- | -------- |
| Canadá (Billboard Canadian Albums)      | 6        |
| Nueva Zelanda (Recorded Music NZ)       | 24       |
| Estados Unidos (Billboard 200)          | 4        |
| Estados Unidos (Top Rock Albums)        | 1        |
| Estados Unidos (Top Alternative Albums) | 1        |
| Estados Unidos (Top Hard Rock Albums)   | 1        |

### Listas de fin de año
| Lista (2014)                    | Posición |
| ------------------------------- | -------- |
| US Billboard Alternative Albums | 31       |
| US Billboard Hard Rock Albums   | 15       |
| US Billboard Rock Albums        | 48       |

## Historial de lanzamientos
| Región         | Fecha               |
| -------------- | ------------------- |
| Australia      | 27 de junio de 2014 |
| Reino Unido    | 30 de junio de 2014 |
| Estados Unidos | 1 de julio de 2014  |
| Alemania       | 4 de julio de 2014  |